# Lughaye
Lughaye (ook: Luqaya, Lughaya, Lokhiya) is de hoofdplaats van het District Lughaye (een van de vier districten binnen de regio Awdal), in de niet-erkende staat Somaliland, en dus juridisch nog steeds gelegen in Somalië.

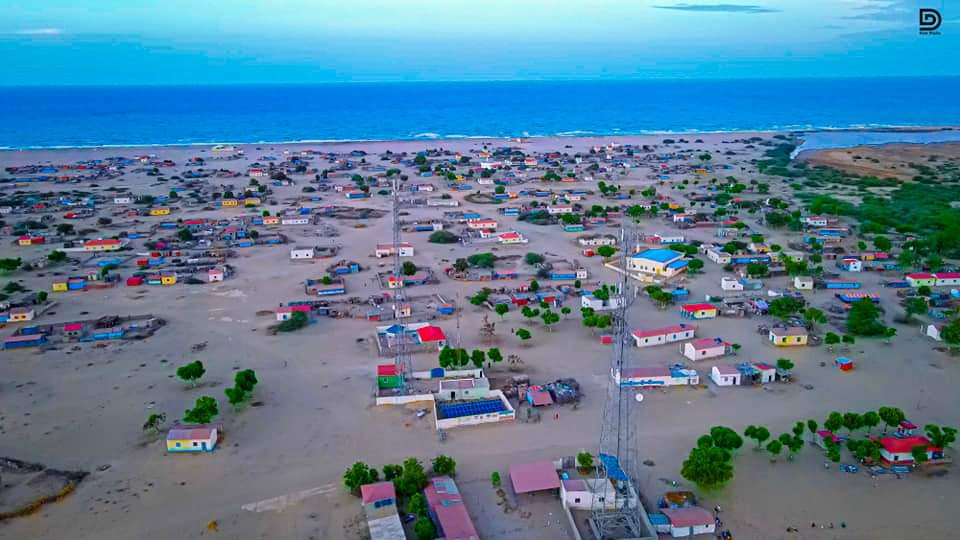
Lughaye, aan de Golf van Aden

Lughaye is slechts een groot dorp, waarvan de huizen ver uit elkaar op een brede strandvlakte liggen aan de Golf van Aden. Er zijn geen verharde wegen naar de rest van het district, dat grotendeels uit woestijn bestaat en waar slechts enkele kleine dorpen liggen, op grote afstand van elkaar. 
Lughaye heeft geen haven; bootjes worden op het strand getrokken. Niettemin is het dorp optimistisch dat hier een enorme zeehaven kan worden gebouwd. Een Faceboekpagina met luchtfoto's van de haven van Zeebrugge toont de toekomstplannen. Zo'n haven zal er nimmer komen; het achterland van Lughaye is vrijwel onbewoond, er zijn geen wegen, en de havens van Berbera en Djibouti zijn te dichtbij.
Klimaat: Lughaye heeft een woestijnklimaat. De gemiddelde jaartemperatuur is 30,2 °C. Juli is de warmste maand, gemiddeld 35,8 °C; januari is het koelste, gemiddeld 25,4 °C. In juni, juli en augustus komt de temperatuur gemakkelijk boven de 40 °C. De jaarlijkse regenval bedraagt ca. 55 mm. Er is geen regenseizoen; het is het gehele jaar droog met maximaal zo'n 8 mm neerslag per maand.